# Натриевый термит
Натриевый термит — термитная смесь состоящая из металического натрия и железа(IІI). В промышленности почти не используется.
пример реакции:
{\displaystyle {\ce {2Na+Fe2O3+2H2O=Na2O3+2Fe+O2+2H2}}}

## Применение

### В развлекательных целях
Были несчастные случаи применения натриевого термита при несоблюдении Техники Безопасности.
Из-за дороговизны этот термит не получил широкого распространения.

## Изготовление
Изготовление очень простое:
нужно смешать железо(IІI) и Натрий в пропорции в 2:3 или для более сильного эффекта 1:1.
Есть разные виды термитов такие как: Натриевый термит, Кальциевый термит, Железный термит, Цинковый термит, Гипсовый термит.